# Leptotarsus (Longurio) chaoianus
Leptotarsus (Longurio) chaoianus is een tweevleugelige uit de familie langpootmuggen (Tipulidae). De soort komt voor in het Oriëntaals gebied.